# Lontra felina
La lontra costiera (Lontra felina (G. I. Molina, 1782)), nota anche come lontra del Cile o chungungo, è un raro mustelide appartenente al genere delle lontre del Nuovo Mondo.

## Descrizione
La lontra costiera è la più piccola tra le lontre del Sudamerica. Presenta una lunghezza testa-tronco di 53,3-78,7 cm, ha una coda lunga 30-36 cm e pesa 3,2-5,8 kg. La pelliccia è di colore marrone scuro nella parte superiore, grigia sul collo e sulla gola e beige-marrone nella parte inferiore. I peli di guardia che ricoprono il sottopelo corto e isolante hanno una sfumatura grigiastra. La pelliccia è più ruvida e grossolana di quella della lontra marina. Le zampe anteriori e posteriori, dotate di artigli, presentano membrane interdigitali pronunciate. Il cranio è largo e piatto. La mascella inferiore ha otto paia di denti e quella superiore da otto a nove paia. I denti sono più adatti a tagliare il cibo che a macinarlo. Non c'è dimorfismo sessuale e le femmine hanno quattro capezzoli.

## Distribuzione e habitat

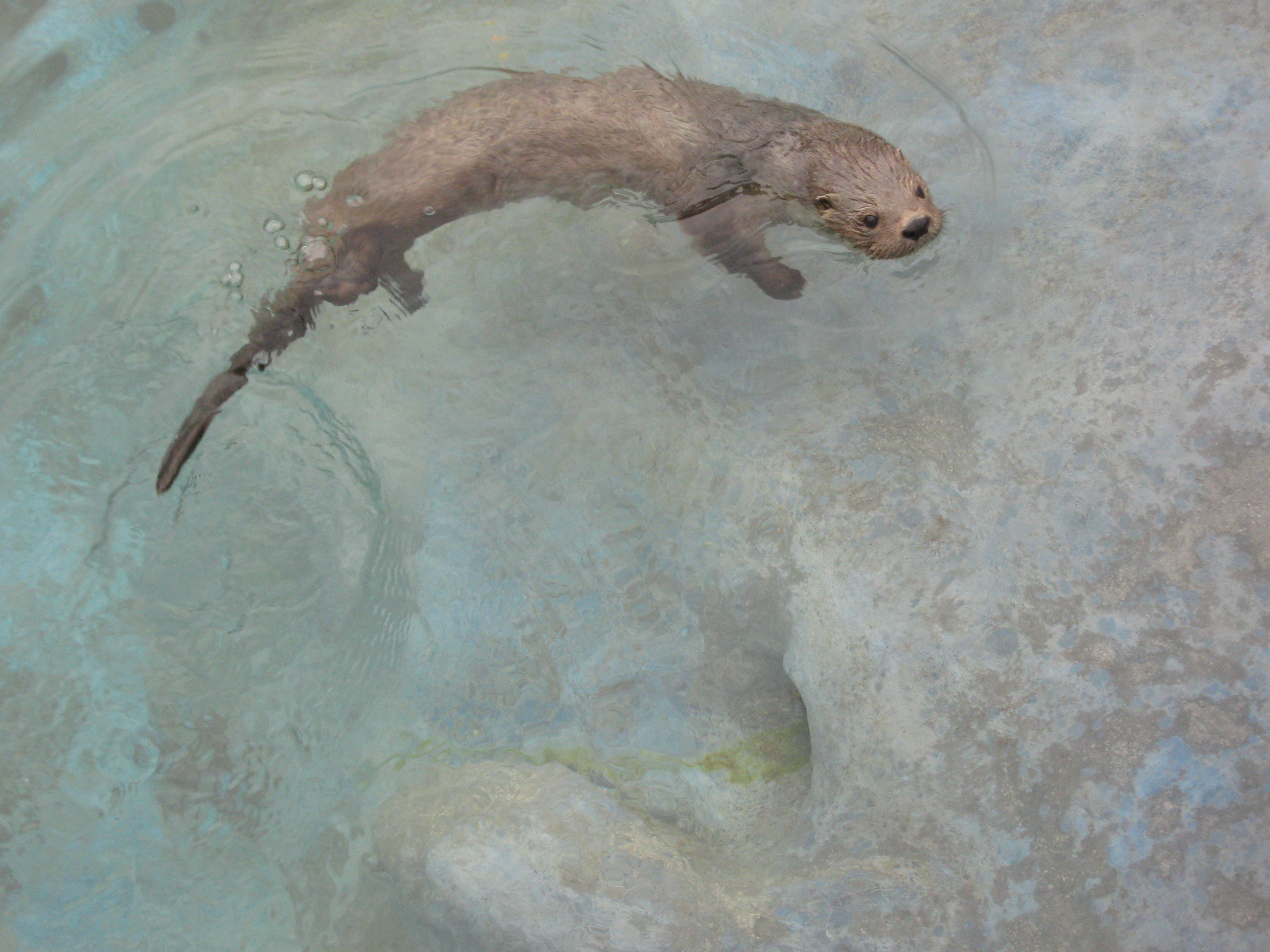
Lontra costiera che nuota.

Originariamente il suo areale comprendeva le regioni costiere del Pacifico dal Perù meridionale al Cile e l'estremità meridionale dell'Argentina, dove raggiungeva la costa atlantica. La popolazione più numerosa si trova ora sull'isola cilena di Chiloé. In Argentina si incontra dalla Terra del Fuoco a Capo Horn, dove non si osservava dal 1968. Una popolazione introdotta vive nelle isole Falkland.

## Biologia

### Alimentazione
Oltre alla lontra marina, la lontra costiera è l'unica specie di mustelide che vive in riva al mare. Predilige le zone riparate dalle onde che arrivano dal mare aperto. I suoi terreni di caccia sono le foreste di kelp e di alghe nelle acque costiere. È diurna e si nutre principalmente di pesci, molluschi, crostacei e altri piccoli animali. Ogni tanto mangia anche uccelli, piccoli mammiferi o frutta. Uno studio effettuato sulla costa cilena ha rilevato che la dieta della popolazione locale è composta prevalentemente da granchi (69,8%) e pesce (19,9%); gamberi (6,4%) e molluschi (3,9%) ricoprono un ruolo molto minore nella dieta. A Valdivia la dieta delle lontre era composta per il 52% da crostacei, per il 40% da pesce e per l'8% da molluschi. In tutto erano 25 le specie animali che facevano parte del loro regime alimentare. Durante la ricerca del cibo, questi animali si immergono per un periodo che va da 6 a 64 secondi. Le prede piccole vengono mangiate in acqua, quelle più grandi vengono prima trascinate a terra. La preda viene trasportata in bocca o sul ventre mentre l'animale nuota sul dorso. I granchi vengono catturati principalmente sulla spiaggia. A differenza della lontra marina, quella costiera non utilizza le pietre per aprire le cozze o altri animali ricoperti da un rivestimento duro. A terra la si può trovare solamente sulle coste rocciose; evita le spiagge sabbiose. Queste lontre sono solitarie o vivono in gruppi composti al massimo da tre individui. Non è noto se siano territoriali, ma sono stati osservati esemplari che lottavano tra loro.

### Riproduzione
La lontra costiera si accoppia da dicembre a gennaio. Dopo un periodo di gestazione di 60-65 giorni, nascono da due a quattro piccoli in gennaio, febbraio o marzo. I piccoli nascono in cavità nella roccia che si trovano sopra la superficie dell'acqua anche quando la marea è alta e spesso hanno un ingresso situato sotto il livello dell'acqua. I giovani rimangono con la madre e godono delle cure dei genitori per quasi dieci mesi. Possono essere visti sdraiati sulla pancia della madre mentre questa galleggia sulla schiena. Durante questo periodo, entrambi i genitori forniscono loro cibo e insegnano loro a cacciare.

## Conservazione
Il forte declino della lontra costiera ebbe inizio ai primi del XX secolo, quando 38.000 pelli di lontra furono esportate dal Cile a 20 dollari ciascuna tra il 1910 e il 1954. Oggi la pesca eccessiva di granchi e molluschi e l'inquinamento delle acque ne mettono in pericolo l'esistenza. Nel 2011 la popolazione è stata stimata sui 1000 esemplari, di cui 200-300 in Perù. Oggi la specie è protetta in Cile, Argentina e Perù. Tuttavia, rimane minacciata dall'inquinamento delle acque costiere e dalla caccia illegale.